# Leuciscus latus
Leuciscus latus és una espècie de peix cipriniforme de la família dels ciprínids que es troba a l'Afganistan i a l'Iraq.